# Longidoridae
Famille
Les Longidoridae sont une famille de nématodes (les nématodes sont un embranchement de vers non segmentés, recouverts d'une épaisse cuticule et menant une vie libre ou parasitaire).

## Liste des genres
Selon World Register of Marine Species (10 juin 2020) :
- genre Longidorus Micoletzky, 1922
- genre Paralongidorus Siddiqi, Hooper & Khan, 1963
- genre Xiphinema Cobb, 1913